# Coupe Korać

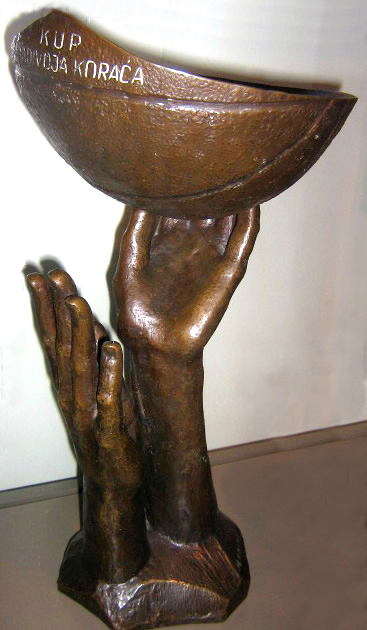
Le trophée Radivoj Korać.

La Coupe Korać était une compétition de clubs européens de basket-ball créée en 1971. Elle porte le nom d'un joueur yougoslave des années 1960 Radivoj Korać.
Elle fusionne en 2002 avec la Coupe Saporta pour laisser place à l'EuroCoupe.

## Histoire
Coupe Korać est créée pour honorer la mémoire de Radivoj Korać, mort le 
2 juin 1969 lors dans un accident de la route à l’âge de 30 ans alors qu’il roule entre Sarajevo et Belgrade.
Cette compétition, disputée entre 1972 et 2002, constitue alors le troisième niveau européen. 

## Formule
| 1971-1972 | -            | -             | -                  | -                   | Quarts de finale | Demi-finales | Finale |
| 1972-1973 | -            | -             | -                  | Groupes             | Quarts de finale | Demi-finales | Finale |
| 1973-1977 | -            | -             | Premier tour       | Deuxième tour       | Groupes          | Demi-finales | Finale |
| 1977-1978 | -            | -             | -                  | Premier tour        | Groupes          | Demi-finales | Finale |
| 1978-1992 | -            | -             | Premier tour       | Deuxième tour       | Groupes          | Demi-finales | Finale |
| 1992-1995 | -            | Premier tour  | Deuxième tour      | Troisième tour      | Groupes          | Demi-finales | Finale |
| 1995-1996 | Premier tour | Deuxième tour | Troisième tour     | Groupes             | Quarts de finale | Demi-finales | Finale |
| 1996-2000 | Premier tour | Groupes       | Seizième de finale | Huitièmes de finale | Quarts de finale | Demi-finales | Finale |
| 2000-2002 | Premier tour | Deuxième tour | Groupes            | Huitièmes de finale | Quarts de finale | Demi-finales | Finale |

## Palmarès
| Année | Vainqueur            | Finaliste                        | Score           |
| 1972  | Lokomotiv Zagreb     | OKK Belgrade                     | 71-83 / 94-73   |
| 1973  | Pallacanestro Cantù  | RC Malines                       | 106-75 / 85-94  |
| 1974  | Pallacanestro Cantù  | Partizan Belgrade                | 99-86 / 75-68   |
| 1975  | Pallacanestro Cantù  | FC Barcelone                     | 71-69 / 110-85  |
| 1976  | Jugoplastika Split   | Auxilium Turin                   | 97-84 / 82-82   |
| 1977  | Jugoplastika Split   | Fortitudo Bologne                | 87-84           |
| 1978  | Partizan Belgrade    | Bosna Sarajevo                   | 117-110         |
| 1979  | Partizan Belgrade    | Sebastiani Rieti                 | 108-98          |
| 1980  | Sebastiani Rieti     | Cibona Zagreb                    | 76-71           |
| 1981  | Joventut Badalone    | Reyer Venise                     | 96-96 & 105-104 |
| 1982  | CSP Limoges          | Sibenka Sibenik                  | 90-84           |
| 1983  | CSP Limoges          | Sibenka Sibenik                  | 94-86           |
| 1984  | EB Orthez            | Étoile rouge Belgrade            | 97-73           |
| 1985  | Olimpia Milan        | Pallacanestro Varèse             | 91-78           |
| 1986  | Virtus Rome          | Juventus Caserta                 | 84-78 / 73-72   |
| 1987  | FC Barcelone         | CSP Limoges                      | 106-85 / 97-86  |
| 1988  | Real Madrid          | Cibona Zagreb                    | 102-89 / 93-94  |
| 1989  | Partizan Belgrade    | Pallacanestro Cantù              | 76-89 / 101-82  |
| 1990  | Joventut Badalone    | VL Pesaro                        | 99-98 / 96-86   |
| 1991  | Pallacanestro Cantù  | Real Madrid                      | 73-71 / 95-93   |
| 1992  | Virtus Rome          | VL Pesaro                        | 94-94 / 99-86   |
| 1993  | Olimpia Milan        | Virtus Rome                      | 95-90 / 106-91  |
| 1994  | PAOK Salonique       | Pallacanestro Trieste            | 75-66 / 100-91  |
| 1995  | Alba Berlin          | Olimpia Milan                    | 87-87 / 85-79   |
| 1996  | Efes Pilsen Istanbul | Olimpia Milan                    | 76-68 / 70-77   |
| 1997  | Aris Salonique       | Tofaş Bursa                      | 66-77 / 88-70   |
| 1998  | Scaligera Vérone     | Étoile rouge Belgrade            | 68-74 / 73-64   |
| 1999  | FC Barcelone         | Estudiantes Madrid               | 77-93 / 97-70   |
| 2000  | CSP Limoges          | Unicaja Málaga                   | 80-58 / 51-60   |
| 2001  | Unicaja Málaga       | Hemofarm Vršac                   | 77-47 / 71-69   |
| 2002  | SLUC Nancy           | Lokomotiv Mineralnye Vody Rostov | 98-72 / 74-95   |

## Bilan

### Titres par pays
| Pays        | Nb Titres |
| Italie      | 10        |
| Espagne     | 6         |
| Yougoslavie | 6         |
| France      | 5         |
| Grèce       | 2         |
| Allemagne   | 1         |
| Turquie     | 1         |

### Bilans par club
| Club                 | Nb Titres |
| Pallacanestro Cantù  | 4         |
| Partizan Belgrade    | 3         |
| CSP Limoges          | 3         |
| Joventut de Badalone | 2         |
| Olimpia Milan        | 2         |
| Virtus Rome          | 2         |
| Jugoplastika Split   | 2         |
| FC Barcelone         | 2         |
| Sebastiani Rieti     | 1         |
| Lokomotiv Zagreb     | 1         |
| EB Pau-Orthez        | 1         |
| Real Madrid          | 1         |
| PAOK Salonique       | 1         |
| Alba Berlin          | 1         |
| Efes Pilsen İstanbul | 1         |
| Aris Salonique       | 1         |
| Scaligera Verona     | 1         |
| Unicaja Malaga       | 1         |
| SLUC Nancy           | 1         |